# 일본 KFC

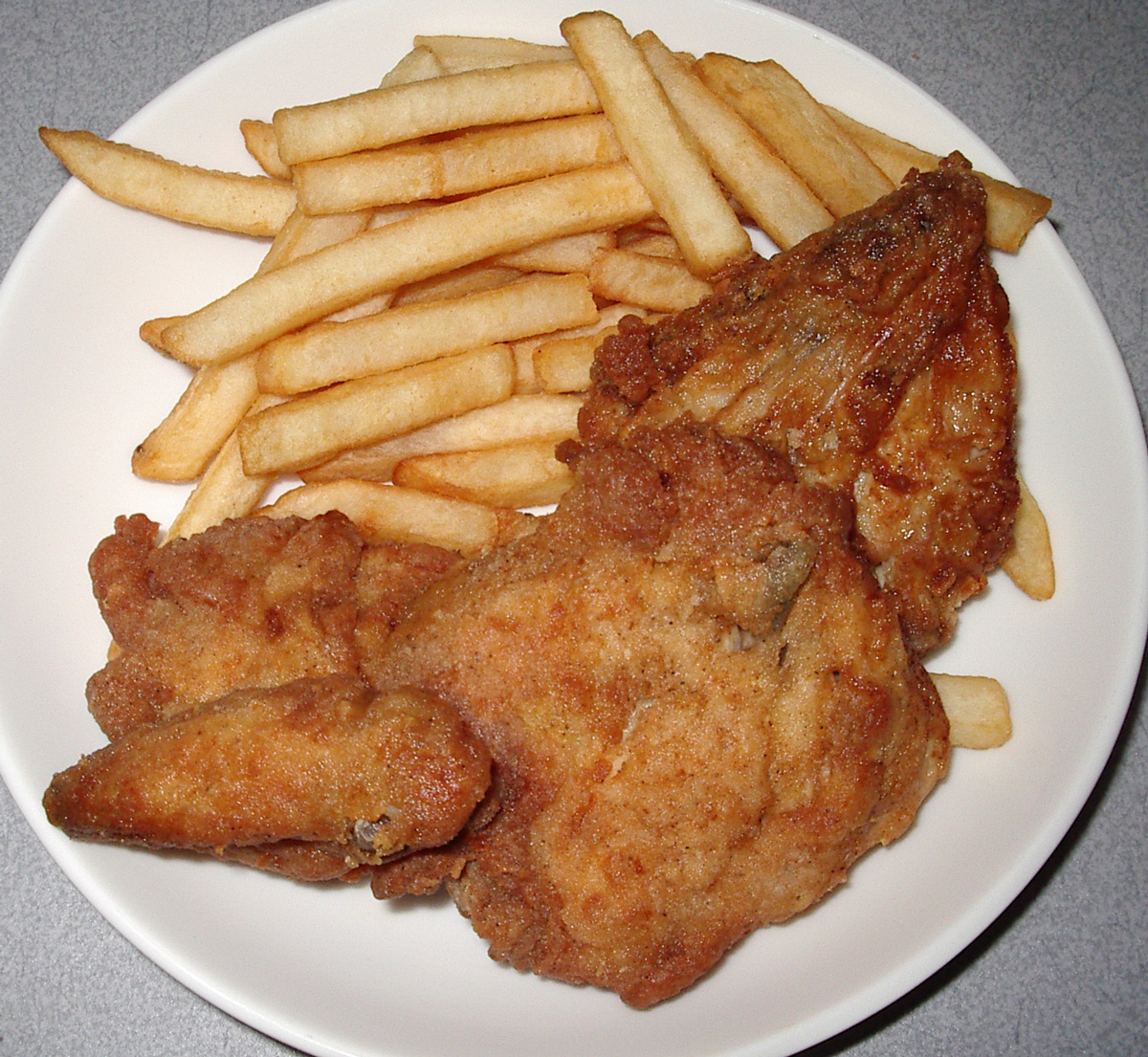
KFC 치킨과 감자튀김이 같이 곁들여 있는 모습.

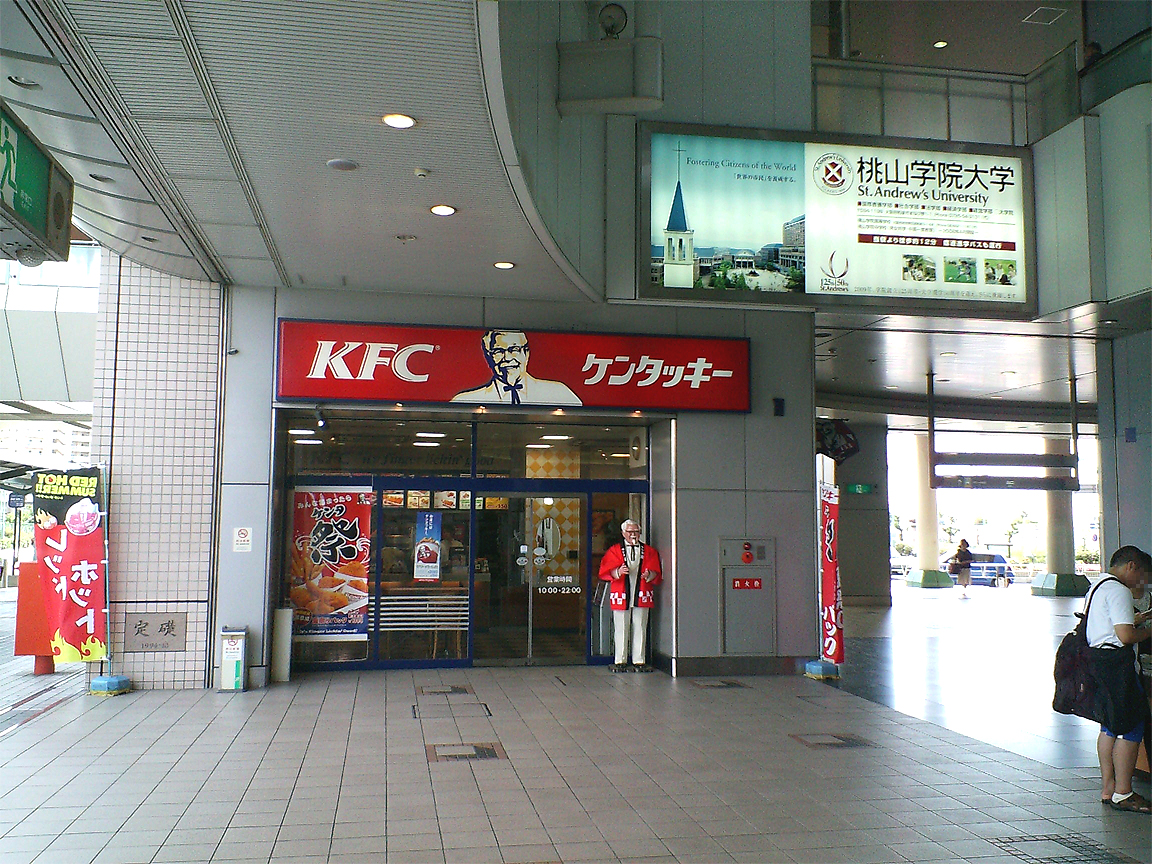
오사카부 이즈미시에 위치하고 있는 한 KFC 매장 전경.

일본 KFC(일본어: 日本ケンタッキー・フライド・チキン 니혼 켄탓키 후라이도 치킨[*])는 1970년 7월 4일 설립한 KFC의 일본 현지 법인이다. 현재 일본에 입점한 KFC 매장은 2014년을 기준으로 총 1,165개의 아울렛 형태의 매장을 보유하고 있어, 전 세계적으로는 중국, 미국 다음으로 세계 3위의 KFC 매장을 보유하고 있는 법인 회사이기도 하다. 그래서 얌! 브랜즈에 속한 업체로 분류되고 있으며, 자본금은 72억엔(한국 돈으로 약 720억원 이상)이 넘은 규모를 가지고 있다. 또한 과거에는 피자헛의 일본 법인을 일본 KFC가 자회사 형태로 관장하여 담당한 바 있었으나 2015년에 매각 처분하게 된 적이 있다. 공급하고 있는 콜라, 다류 등 각종 음료 제품들은 펩시의 일본 판매권을 소지하고 있는 산토리푸즈이다.

## 같이 보기
- 중국 KFC
- KFC